# Mercado cinza
Um mercado cinza, ou mercado paralelo, é o comércio de uma mercadoria por meio de canais de distribuição que, embora legais, são não oficiais, não autorizados, ou não intencionais pelo fabricante original. O tipo mais comum de mercado cinza é a venda de bens importados (trazidos por pequenas empresas de importação ou pessoas não autorizadas pelo fabricante) que de outra forma seriam mais caros no país e estão sendo importados legalmente com a cobrança de impostos. Um exemplo são drogas que estão sendo importadas para as nações mais ricas nas proximidades onde o distribuidor local da droga cobra um preço mais elevado por um produto similar ou equivalente.
O termo Economia Cinza, no entanto, refere-se aos trabalhadores que são pagos "por baixo dos panos", sem recolher imposto de renda ou contribuição para tais serviços públicos.  É por vezes referido como a economia subterrânea ou "economia paralela".
Os dois principais tipos de mercados de cinza são as de produtos manufaturados importados que normalmente seriam indisponíveis ou mais caro em um determinado país e ações não emitidos que ainda não são negociados em mercados oficiais. Às vezes, o termo mercado negro é usado para descrever a negociação secreta e não regulamentado (embora muitas vezes tecnicamente legal) de futuros de commodities, como aconteceu com o petróleo bruto em 2008. Isso pode ser considerado um terceiro tipo de "mercado cinza" , uma vez que é legal, mas não regulamentado, e provavelmente não intencional ou explicitamente autorizada pelos produtores de petróleo.
Mercados Cinzas são amplamente descritos e estimulados pelo Agorismo, embora muitas de suas atividades sejam consideradas crime em grande parte do mundo.